# Фторид нептунила
Фторид нептунила — неорганическое соединение,
оксосоль нептуния и плавиковой кислоты
с формулой NpO2F2,
розовые кристаллы,
слабо растворяется в воде.

## Получение
- Фторирование оксида нептуния(IV):

{\displaystyle {\mathsf {NpO_{2}+F_{2}\ {\xrightarrow {}}\ NpO_{2}F_{2}}}}
- Реакция оксида нептуния(VI) и трифторида брома.

## Физические свойства
Фторид нептунила образует розовые кристаллы
тригональной сингонии,
пространственная группа P 3/m,
параметры ячейки a = 0,4170 нм, c = 1,577 нм, Z = 3.
Слабо растворяется в воде.